# Campeonato Argentino M19 1997
El Campeonato Argentino de Menores de 19 años de 1997 fue un torneo para los seleccionados M19 de las uniones regionales afiliadas a la Unión Argentina de Rugby. La parte principal del torneo se disputó entre el 27 de septiembre y el 25 de octubre de 1997, mientras que la Zona Estímulo se disputó entre el 30 de marzo y el 26 de abril. La fase final se disputó el 23 y el 25 de octubre en las instalaciones del Club Atlético San Isidro en Buenos Aires.
El seleccionado de Buenos Aires consiguió su vigésimo título y el segundo de forma consecutiva al vencer 23-20 en la final a su par de la Unión de Rugby de Rosario.

## Equipos participantes
Disputaron esta edición las selecciones de veintidós uniones provinciales: ocho en la Zona Campeonato, ocho en la Zona Ascenso y seis en la Zona Estímulo. 
| División                  | Equipo              | Unión                                                     |
| ------------------------- | ------------------- | --------------------------------------------------------- |
| Zona Campeonato 8 equipos | Alto Valle          | Unión de Rugby del Alto Valle de Río Negro y Neuquén      |
| Zona Campeonato 8 equipos | Buenos Aires        | Unión de Rugby de Buenos Aires                            |
| Zona Campeonato 8 equipos | Córdoba             | Unión Cordobesa de Rugby                                  |
| Zona Campeonato 8 equipos | Cuyo                | Unión de Rugby de Cuyo                                    |
| Zona Campeonato 8 equipos | Rosario             | Unión de Rugby de Rosario                                 |
| Zona Campeonato 8 equipos | San Juan            | Unión Sanjuanina de Rugby                                 |
| Zona Campeonato 8 equipos | Santa Fe            | Unión Santafesina de Rugby                                |
| Zona Campeonato 8 equipos | Tucumán             | Unión de Rugby de Tucumán                                 |
| Zona Ascenso 8 equipos    | Centro              | Unión de Rugby del Centro de la Provincia de Buenos Aires |
| Zona Ascenso 8 equipos    | Entre Ríos          | Unión Entrerriana de Rugby                                |
| Zona Ascenso 8 equipos    | Mar del Plata       | Unión de Rugby de Mar del Plata                           |
| Zona Ascenso 8 equipos    | Misiones            | Unión de Rugby de Misiones                                |
| Zona Ascenso 8 equipos    | Nordeste            | Unión de Rugby del Nordeste                               |
| Zona Ascenso 8 equipos    | Salta               | Unión de Rugby de Salta                                   |
| Zona Ascenso 8 equipos    | Santiago del Estero | Unión Santiagueña de Rugby                                |
| Zona Ascenso 8 equipos    | Sur                 | Unión de Rugby del Sur                                    |
| Zona Estímulo 6 equipos   | Austral             | Unión de Rugby Austral                                    |
| Zona Estímulo 6 equipos   | Chubut              | Unión de Rugby del Valle del Chubut                       |
| Zona Estímulo 6 equipos   | Cuenca del Salado   | Unión de Rugby de la Cuenca del Salado                    |
| Zona Estímulo 6 equipos   | Formosa             | Unión de Rugby de Formosa                                 |
| Zona Estímulo 6 equipos   | Jujuy               | Unión Jujeña de Rugby                                     |
| Zona Estímulo 6 equipos   | Oeste               | Unión de Rugby del Oeste de Buenos Aires                  |

## Zona Campeonato

### Subzona A
| Pos. | Equipos    | Partidos | Partidos | Partidos | Tantos | Tantos | Tantos | Pts. |
| Pos. | Equipos    | G        | E        | P        | PF     | PC     | DP     | Pts. |
| ---- | ---------- | -------- | -------- | -------- | ------ | ------ | ------ | ---- |
| 1.°  | Tucumán    | 3        | 0        | 0        | 144    | 57     | +87    | 6    |
| 2.°  | Córdoba    | 2        | 0        | 1        | 105    | 54     | +51    | 4    |
| 3.°  | Cuyo       | 1        | 0        | 2        | 53     | 75     | -22    | 2    |
| 4.°  | Alto Valle | 0        | 0        | 3        | 34     | 150    | -116   | 0    |

|  | Clasifica a fase final        |
|  | Desciende a Zona Ascenso 1998 |

| 27 de noviembre | Tucumán | 42 - 16 | Córdoba |  |  |

| 27 de noviembre | Alto Valle | 12 - 22 | Cuyo |  |  |

| 4 de octubre | Córdoba | 59 - 0 | Alto Valle |  |  |

| 4 de octubre | Cuyo | 19 - 33 | Tucumán |  |  |

| 11 de octubre | Tucumán | 69 - 22 | Alto Valle |  |  |

| 11 de octubre | Córdoba | 30 - 12 | Cuyo |  |  |

### Subzona B
| Pos. | Equipos      | Partidos | Partidos | Partidos | Tantos | Tantos | Tantos | Pts. |
| Pos. | Equipos      | G        | E        | P        | PF     | PC     | DP     | Pts. |
| ---- | ------------ | -------- | -------- | -------- | ------ | ------ | ------ | ---- |
| 1.°  | Buenos Aires | 3        | 0        | 0        | 162    | 65     | +97    | 6    |
| 2.°  | Rosario      | 2        | 0        | 1        |        |        |        | 4    |
| 3.°  | San Juan     | 1        | 0        | 2        |        |        |        | 2    |
| 4.°  | Santa Fe     | 0        | 0        | 3        | 49     | 131    | -82    | 0    |

|  | Clasifica a fase final        |
|  | Desciende a Zona Ascenso 1998 |

| 27 de noviembre | Buenos Aires | 34 - 24 | Rosario | Club Atlético San Isidro, San Isidro |  |
|                 |              | Reporte |         |                                      |  |

| 27 de noviembre | Santa Fe | 17 - 19 | San Juan |  |  |

| 4 de octubre | Rosario | 42 - 10 | Santa Fe |  |  |

| 4 de octubre | San Juan | 19 - 58 | Buenos Aires | Sporting Club Alfiles, Rivadavia |  |
|              |          | Reporte |              |                                  |  |

| 11 de octubre | Rosario | G.P. - P.P. | San Juan |  |  |

| 11 de octubre | Buenos Aires | 70 - 22 | Santa Fe | San Isidro Club, San Isidro |  |
|               |              | Reporte |          |                             |  |

## Zona Ascenso

### Subzona A
| Pos. | Equipos         | Partidos | Partidos | Partidos | Tantos | Tantos | Tantos | Pts. |
| Pos. | Equipos         | G        | E        | P        | PF     | PC     | DP     | Pts. |
| ---- | --------------- | -------- | -------- | -------- | ------ | ------ | ------ | ---- |
| 1.°  | Sur             | 3        | 0        | 0        | 81     | 32     | +49    | 6    |
| 2.°  | Mar del Plata   | 1        | 0        | 2        | 59     | 38     | +21    | 2    |
| 3.°  | Centro          | 1        | 0        | 2        | 18     | 77     | -59    | 2    |
| 4.°  | Sgo. del Estero | 1        | 0        | 2        | 41     | 52     | -11    | 2    |

|  | Asciende a Zona Campeonato 1998 |
|  | Desciende a Zona Estímulo 1998  |

| 27 de noviembre | Sur | 16 - 15 | Mar del Plata |  |  |

| 27 de noviembre | Centro | 0 - 20 | Santiago del Estero |  |  |

| 4 de octubre | Mar del Plata | 6 - 10 | Centro |  |  |

| 4 de octubre | Sur | 14 - 9 | Santiago del Estero |  |  |

| 11 de octubre | Sur | 51 - 8 | Centro |  |  |

| 11 de octubre | Mar del Plata | 38 - 12 | Santiago del Estero |  |  |

### Subzona B
| Pos. | Equipos    | Partidos | Partidos | Partidos | Tantos | Tantos | Tantos | Pts. |
| Pos. | Equipos    | G        | E        | P        | PF     | PC     | DP     | Pts. |
| ---- | ---------- | -------- | -------- | -------- | ------ | ------ | ------ | ---- |
| 1.°  | Salta      | 2        | 1        | 0        |        |        |        | 5    |
| 2.°  | Entre Ríos | 2        | 0        | 1        |        |        |        | 4    |
| 3.°  | Nordeste   | 1        | 1        | 1        | 72     | 56     | +16    | 3    |
| 4.°  | Misiones   | 0        | 0        | 3        |        |        |        | 0    |

|  | Asciende a Zona Campeonato 1998 |
|  | Desciende a Zona Estímulo 1998  |

| 27 de noviembre | Salta | 22 - 22 | Nordeste |  |  |

| 27 de noviembre | Entre Ríos | G.P. - P.P. | Misiones |  |  |

| 4 de octubre | Nordeste | 13 - 27 | Entre Ríos |  |  |

| 4 de octubre | Misiones | P.P. - G.P. | Salta |  |  |

| 11 de octubre | Salta | 19 - 18 | Entre Ríos |  |  |

| 11 de octubre | Nordeste | 37 - 7 | Misiones |  |  |

## Zona Estímulo

### Subzona A
La Unión de Rugby de la Cuenca del Salado retiró a su equipo del campeonato.
| Pos. | Equipos       | Partidos | Partidos | Partidos | Tantos | Tantos | Tantos | Pts. |
| Pos. | Equipos       | G        | E        | P        | PF     | PC     | DP     | Pts. |
| ---- | ------------- | -------- | -------- | -------- | ------ | ------ | ------ | ---- |
| 1.°  | Chubut        | 1        | 0        | 0        | 8      | 7      | +1     | 2    |
| 2.°  | Austral       | 0        | 0        | 1        | 7      | 8      | -1     | 0    |
| -    | C. del Salado | -        | -        | -        | -      | -      | -      | -    |

|  | Asciende a Zona Ascenso 1998 |

| 26 de abril | Chubut | 8 - 7 | Austral |  |  |

### Subzona B
| Pos. | Equipos | Partidos | Partidos | Partidos | Tantos | Tantos | Tantos | Pts. |
| Pos. | Equipos | G        | E        | P        | PF     | PC     | DP     | Pts. |
| ---- | ------- | -------- | -------- | -------- | ------ | ------ | ------ | ---- |
| 1.°  | Formosa | 3        | 0        | 0        |        |        |        | 6    |
| 2.°  | Jujuy   | 2        | 0        | 1        | 32     | 33     | -1     | 4    |
| 3.°  | Oeste   | 1        | 0        | 2        |        |        |        | 2    |

|  | Asciende a Zona Ascenso 1998 |

| 30 de marzo | Formosa | 26 - 14 | Jujuy |  |  |

| 12 de abril | Jujuy | 18 - 7 | Oeste |  |  |

| 26 de abril | Oeste | P.P. - G.P. | Formosa |  |  |

## Fase final
Las fases finales del torneo se disputaron el 23 y 25 de octubre en las instalaciones del Club Atlético San Isidro en Buenos Aires.
|  | Semifinales   | Semifinales   | Semifinales   |         |              | Final         | Final         | Final         |  |
|  | 23 de octubre | 23 de octubre | 23 de octubre |         |              | 25 de octubre | 25 de octubre | 25 de octubre |  |
|  |               |               |               |         |              |               |               |               |  |
|  |               |               |               |         |              |               |               |               |  |
|  | Buenos Aires  | Buenos Aires  | 25            |         |              |               |               |               |  |
|  | Buenos Aires  | Buenos Aires  | 25            |         |              |               |               |               |  |
|  | Córdoba       | Córdoba       | 17            |         |              |               |               |               |  |
|  | Córdoba       | Córdoba       | 17            |         | Buenos Aires | Buenos Aires  | 23            |               |  |
|  |               |               |               |         | Buenos Aires | Buenos Aires  | 23            |               |  |
|  |               |               | Rosario       | Rosario | 20           |               |               |               |  |
|  | Tucumán       | Tucumán       | Rosario       | Rosario | 20           | 9             |               |               |  |
|  | Tucumán       | Tucumán       |               |         |              | 9             |               |               |  |
|  | Rosario       | Rosario       | 21            |         |              | Tercer puesto | Tercer puesto | Tercer puesto |  |
|  | Rosario       | Rosario       | 21            |         |              | Tercer puesto | Tercer puesto | Tercer puesto |  |
|  |               |               |               |         |              |               |               |               |  |
|  |               |               |               |         |              | Córdoba       | Córdoba       | 23            |  |
|  |               |               |               |         |              | Córdoba       | Córdoba       | 23            |  |
|  |               |               |               |         |              | Tucumán       | Tucumán       | 25            |  |
|  |               |               |               |         |              | Tucumán       | Tucumán       | 25            |  |
|  |               |               |               |         |              |               |               |               |  |

|                      |
| Buenos Aires Campeón |
| Vigésimo título      |